# Platan v Ostravě
Platan v Ostravě, nazývaný také Platan ve Vojanově ulici, je solitérní památný strom platan javorolistý (Platanus hispanica Mill.), který se nachází ve Vojanově ulici u areálu výstaviště Černá louka ve čtvrti Moravská Ostrava v městském obvodu Moravská Ostrava a Přívoz, statutárního města Ostravy. Geograficky se nachází v Ostravské pánvi, na Moravě a Moravskoslezském kraji.

## Další informace
Platan javorolistý je křížencem mezi platanem západním (Platanus occidentalis) a platanem východním (Platanus orientalis). Dle:
| Výška:           | 24,0 m     |
| Obvod:           | 3,65 m     |
| Ochranné pásmo:  | dle zákona |
| Datum vyhlášení: | 28.11.1981 |

## Galerie

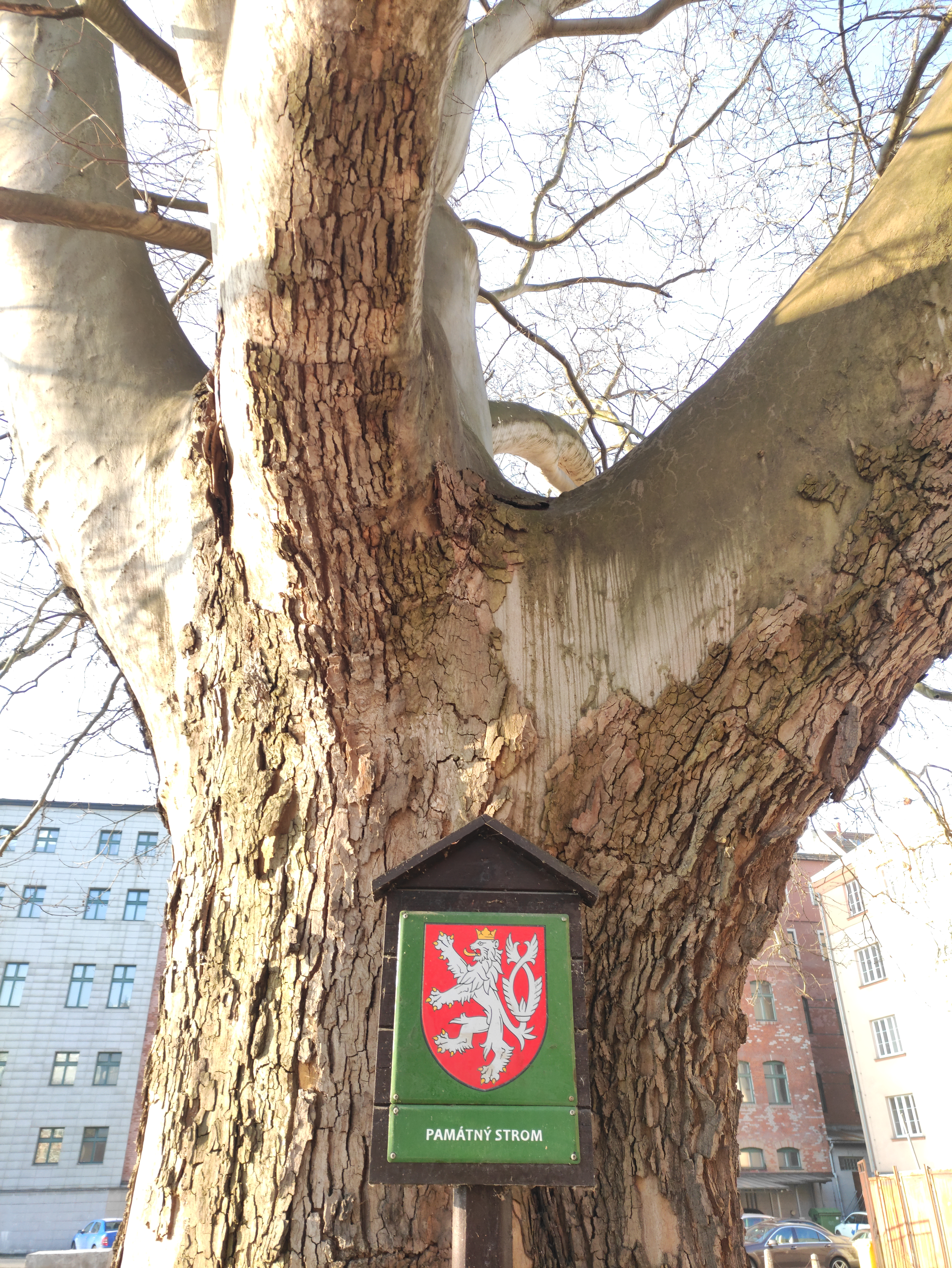
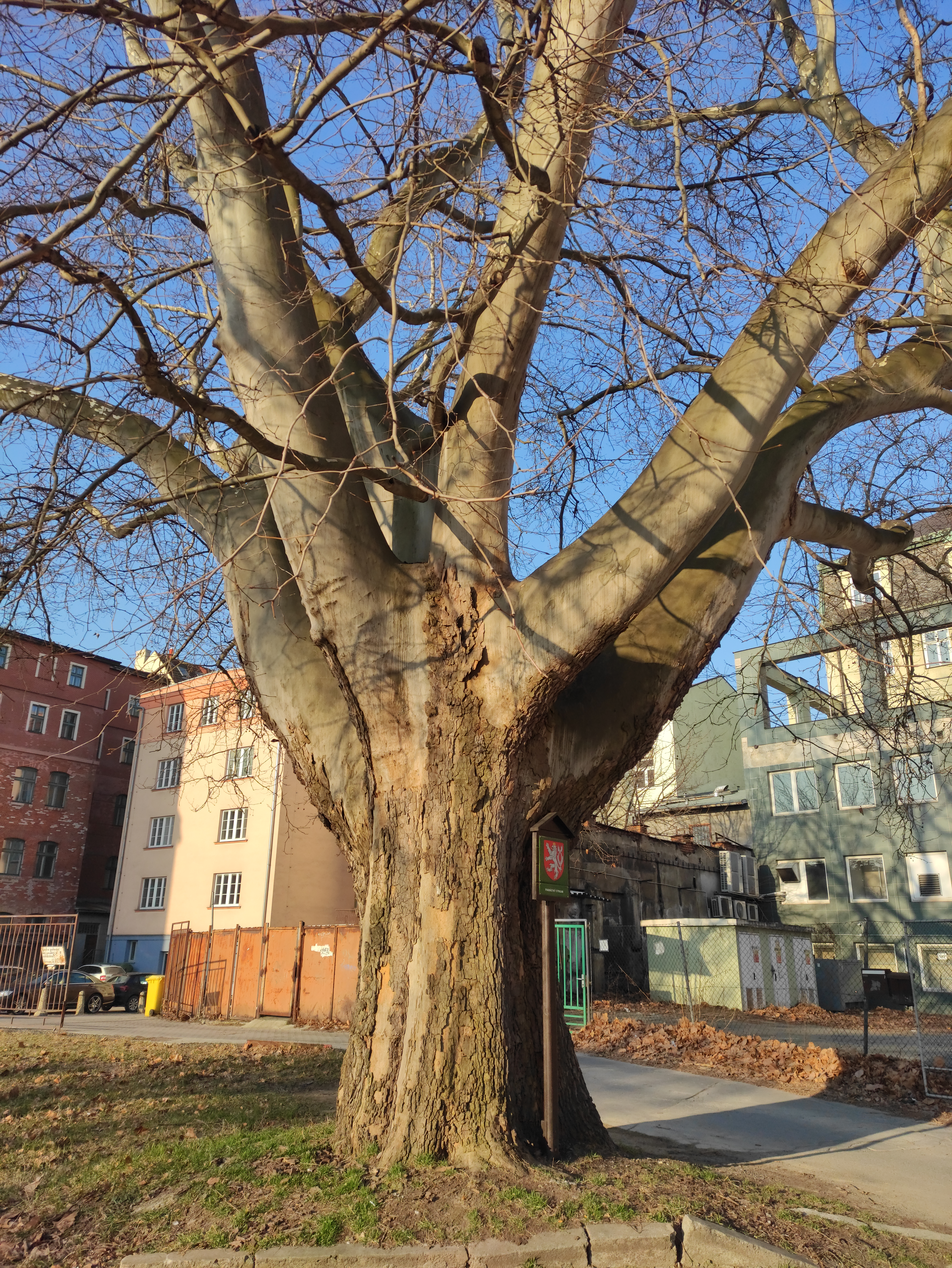
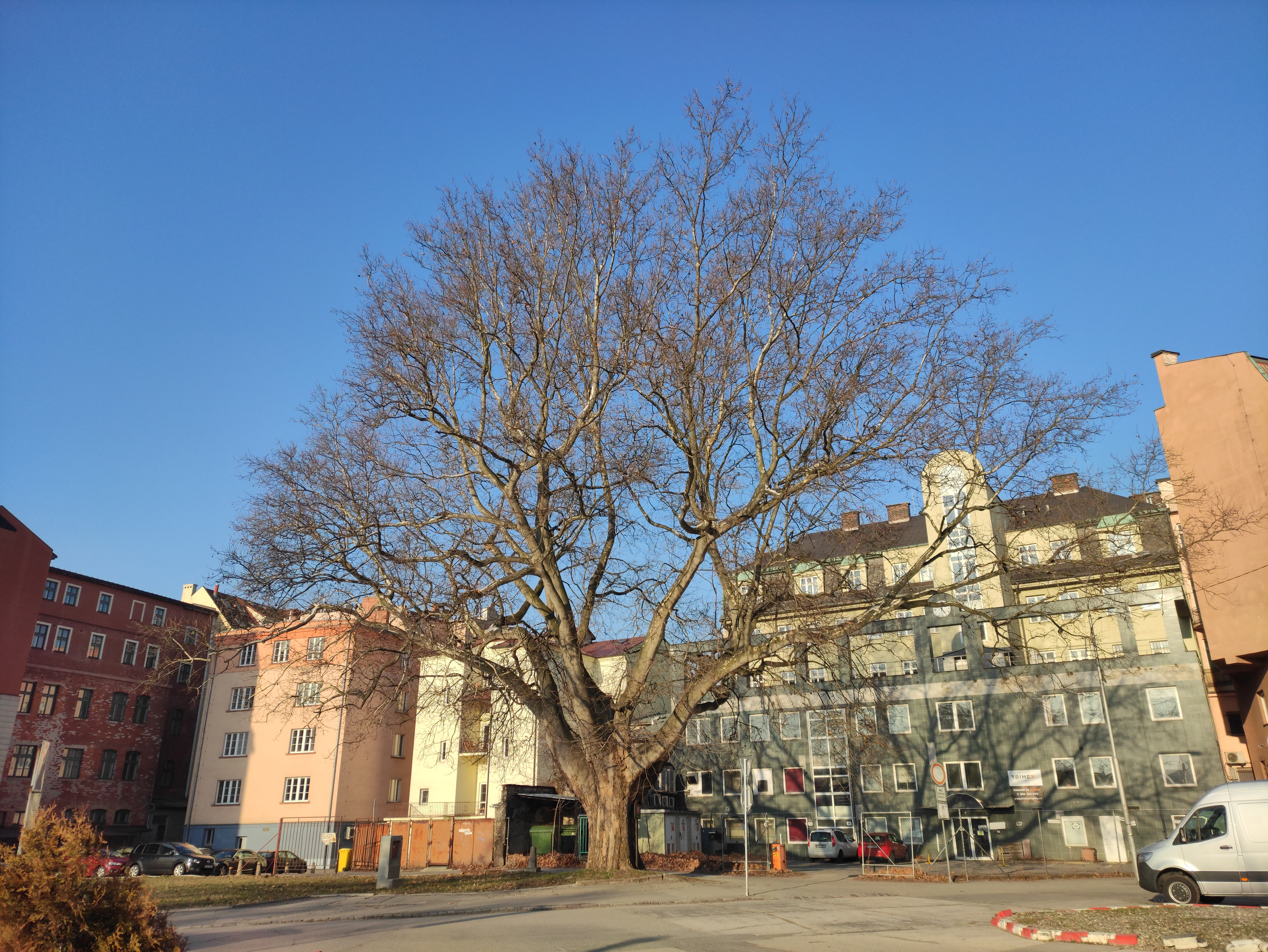